# Peugeot Typ 72
Der Peugeot Typ 72 ist ein frühes Automodell des französischen Automobilherstellers Peugeot, von dem 1905 im Werk Lille 138 Exemplare produziert wurden.
Die Fahrzeuge besaßen einen Vierzylinder-Viertaktmotor, der vorne angeordnet war und über Kette die Hinterräder antrieb. Der Motor leistete aus 3635 cm³ Hubraum 18 PS.
Es gab die Modelle 72 A und 72 B. Bei einem Radstand von wahlweise 277 cm oder 301,5 cm betrug die Spurbreite 140 cm. Die Karosserieformen Coupé-Limousine und Doppelphaeton boten Platz für vier bis fünf Personen.